# Scharfrichter

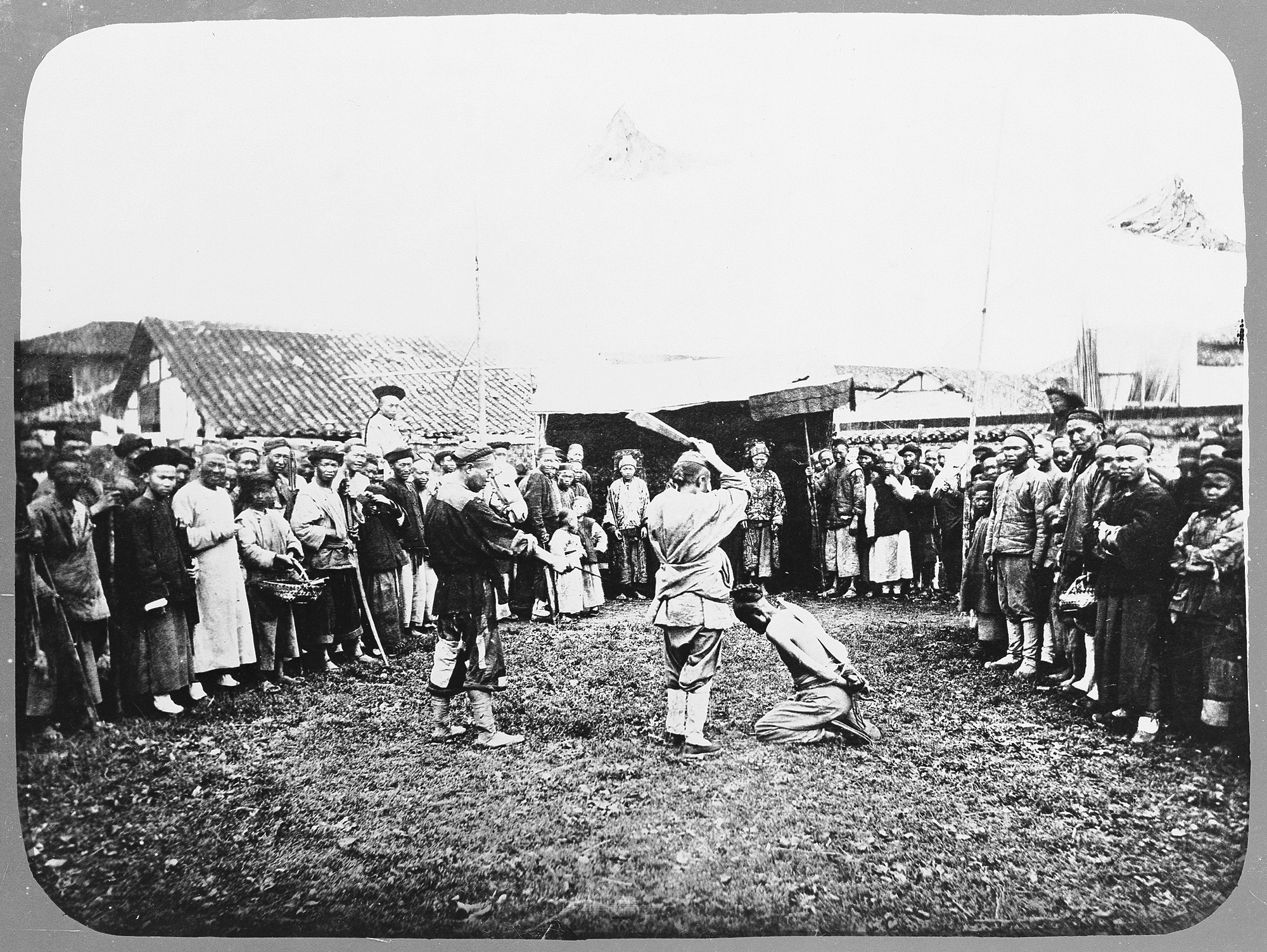
Scharfrichter richtet auf dem Enthauptungsplatz einen Verurteilten hin (Qing-Dynastie, China)

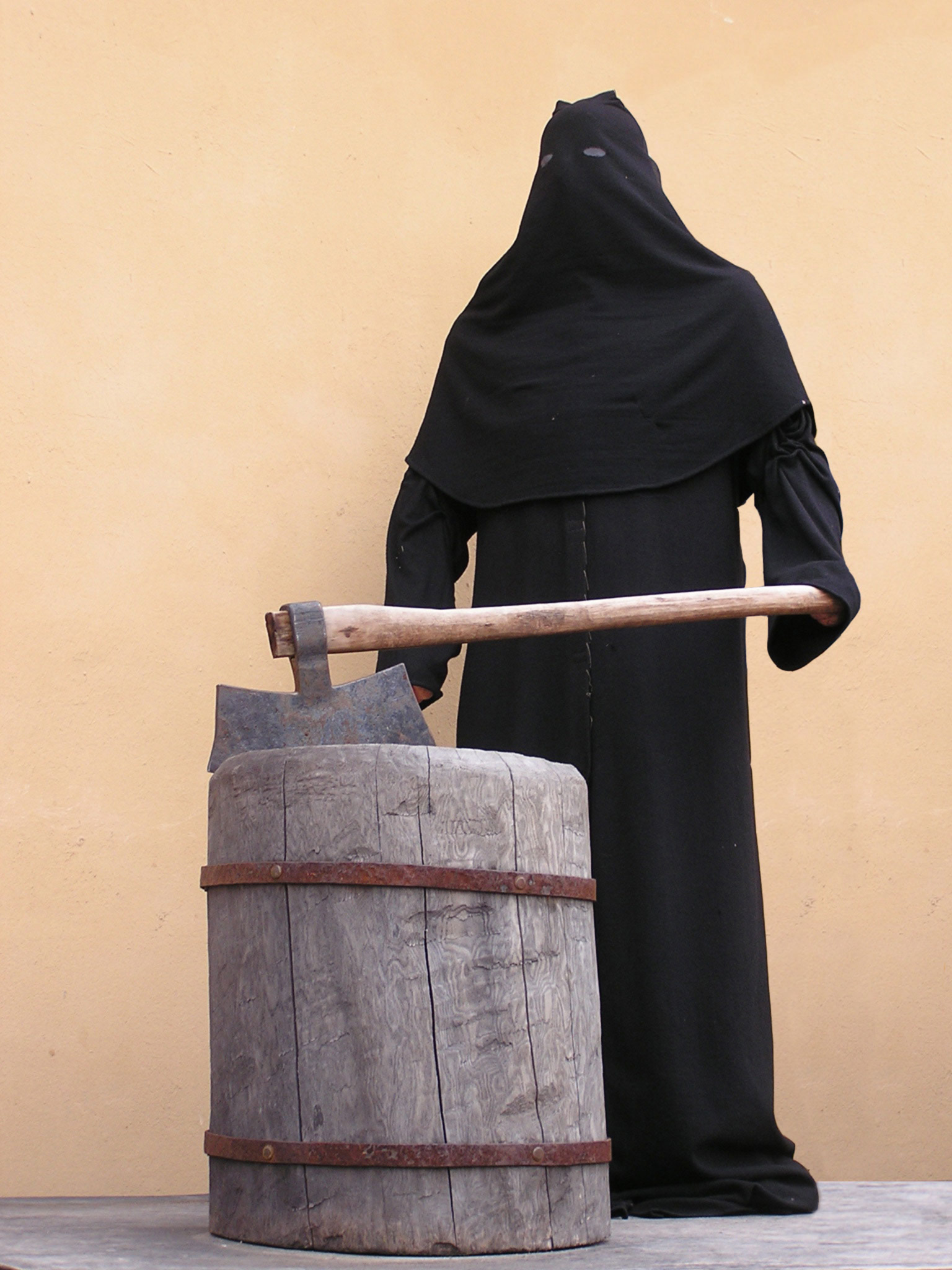
Mittelalterliche Tracht eines Henkers mit Kopfmaske (Peter-und-Paul-Festung, St. Petersburg)

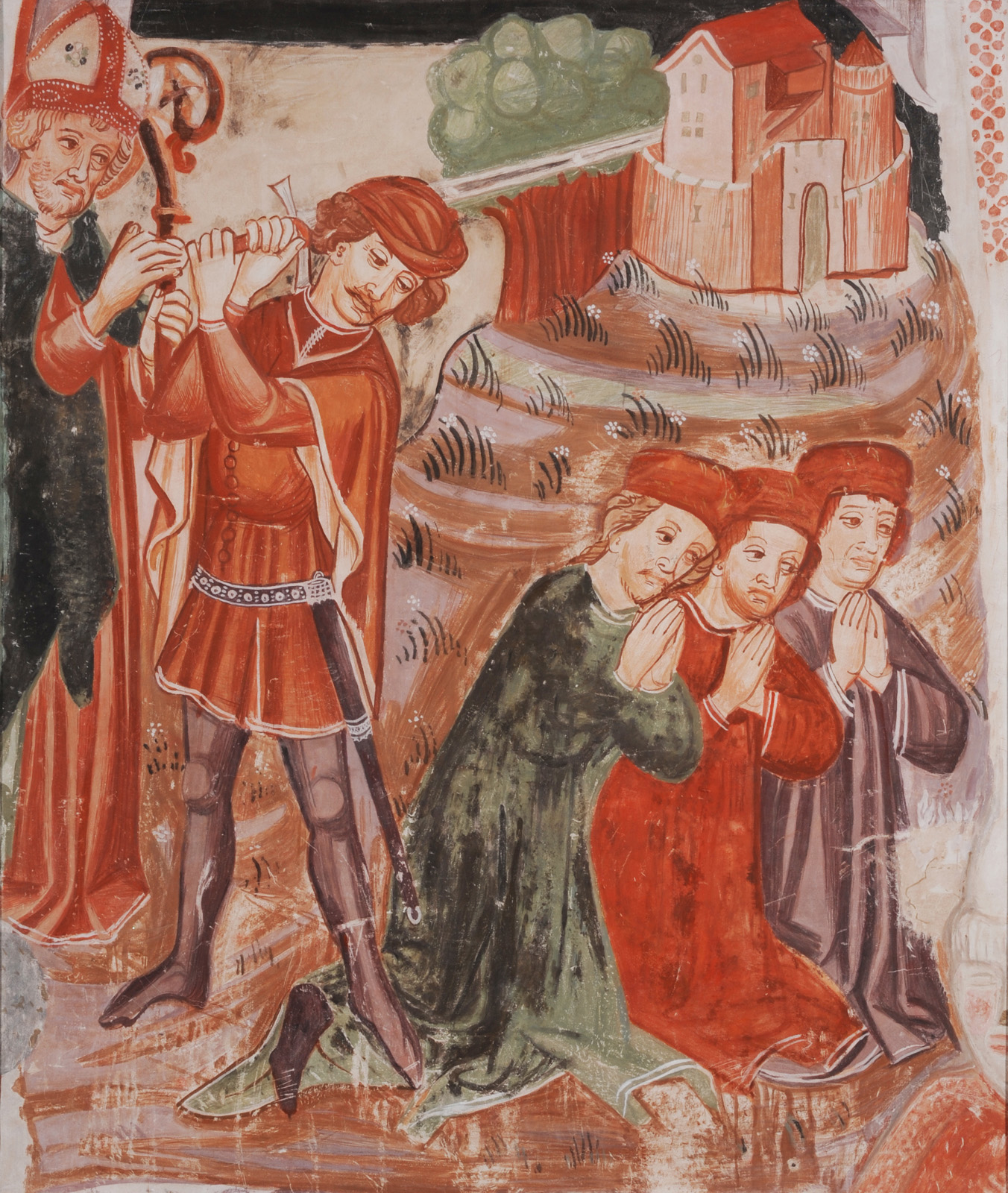
Scharfrichter des 15. Jahrhunderts in typischer roter Tracht

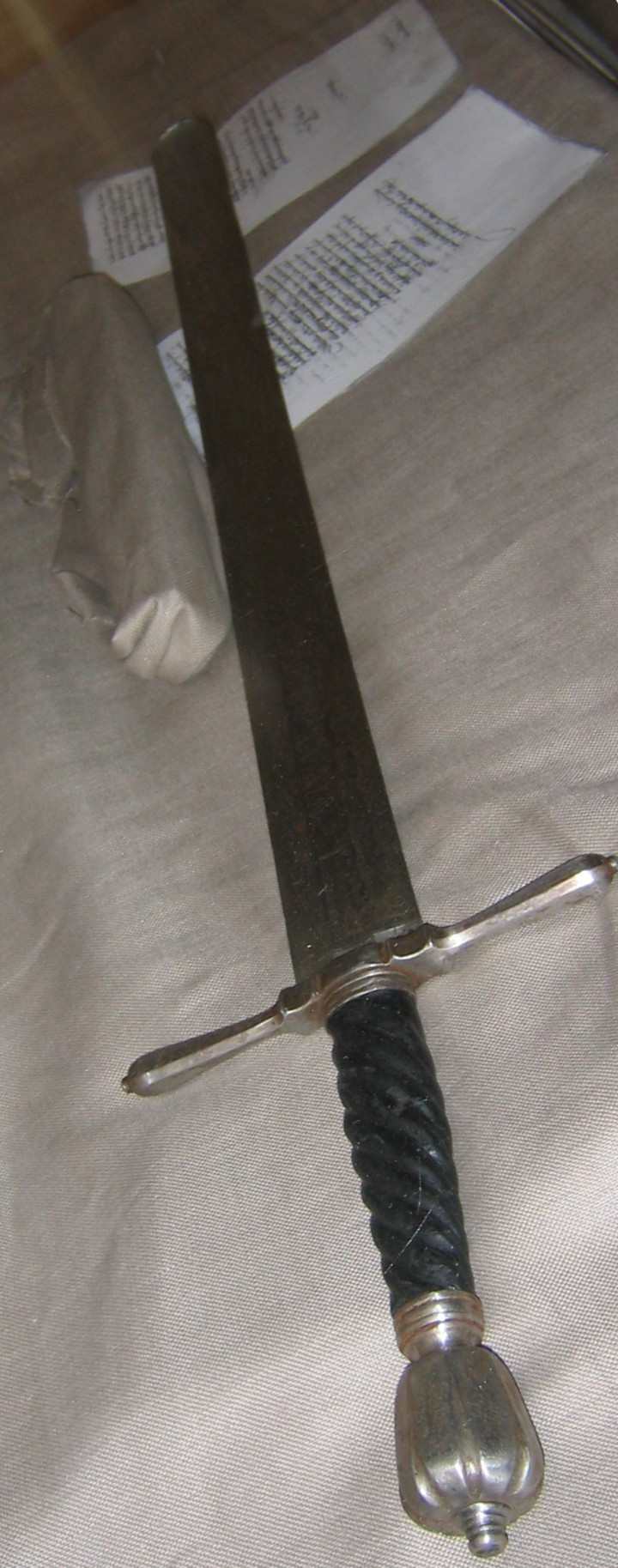
Richtschwert eines Scharfrichters (Deutschland, 17. Jahrhundert)

Der Scharfrichter (der „mit der Schärfe des Richtbeils oder des Richtschwertes Richtende“) ist eine seit dem Mittelalter gebräuchliche Berufsbezeichnung für den Vollstrecker der Todesstrafe oder anderer Gerichtsurteile. Früher waren auch die Begriffe Nachrichter und Carnifex gebräuchlich. Heute wird synonym dazu die Bezeichnung Henker verwendet (ursprünglich der Vollstrecker einer Hinrichtung durch „Henken“), im Volksmund auch Meister Hans oder Freimann.

## Geschichte des Scharfrichteramtes
Bereits im Römischen Reich gab es Personen, die im Namen der Gerichte dem Scharfrichter vergleichbare Tätigkeiten ausführten, wie Folter und die Vollstreckung der Todesstrafe. Wahrscheinlich waren zunächst Soldaten mit dieser Tätigkeit betraut, doch es dürfte bereits eine gewisse Spezialisierung vorgelegen haben, wie antike Beschreibungen vom Amt des Carnifex erkennen lassen.
In den alten europäischen Volksrechten (sächsisches Recht Sachsenspiegel, Lex Salica u. a.) wurde die Hinrichtung durch einen der Richter, oft den jüngsten, oder den Ankläger vollzogen. Auch ein Fronbote oder Amtmann (auch Büttel) wird als Hinrichter genannt, dieser erhält allerdings für den Akt der Hinrichtung kein Geld.
Das Scharfrichteramt bildete sich im Zusammenhang mit der „Professionalisierung“ des gesamten Strafvollzugs im Verlauf des 13. Jahrhunderts aus. Man versuchte die Rechtsprechung in die Hand des Staates zu bringen (Gewaltmonopol auf Seiten des Staates), um damit u. a. Fehden und generell Gewalttaten zu unterbinden. Bis dahin wurde hauptsächlich der Akkusationsprozess angewandt, das heißt, vor Gericht standen sich Kläger und Angeklagte gleichberechtigt gegenüber. Ab 1250 sollte sich das jedoch mit dem Wunsch ändern, die Gewaltverbrechen durch harte Strafen und Verfolgung zu verhindern. Der Inquisitionsprozess verdrängte aufgrund seiner Effizienz mehr und mehr den Akkusationsprozess. Es oblag nun dem juristisch geschulten und beamteten Richter und den Gerichtsdienern, den Tatbestand herauszufinden. Das Ziel war es normalerweise, das Geständnis des Angeklagten zu hören. Demzufolge fand auch die Folter vermehrt ihre Anwendung und parallel dazu bildete sich (ähnlich dem „professionellen“ Richter) das Amt der Scharfrichter als Folge der immer mehr aufkommenden Differenzierung im Strafprozess heraus. Aus dieser Zeit stammt auch das Synonym Nachrichter, welches den Aspekt der nachrichterlichen Urteilsvollstreckung in den Vordergrund stellt.

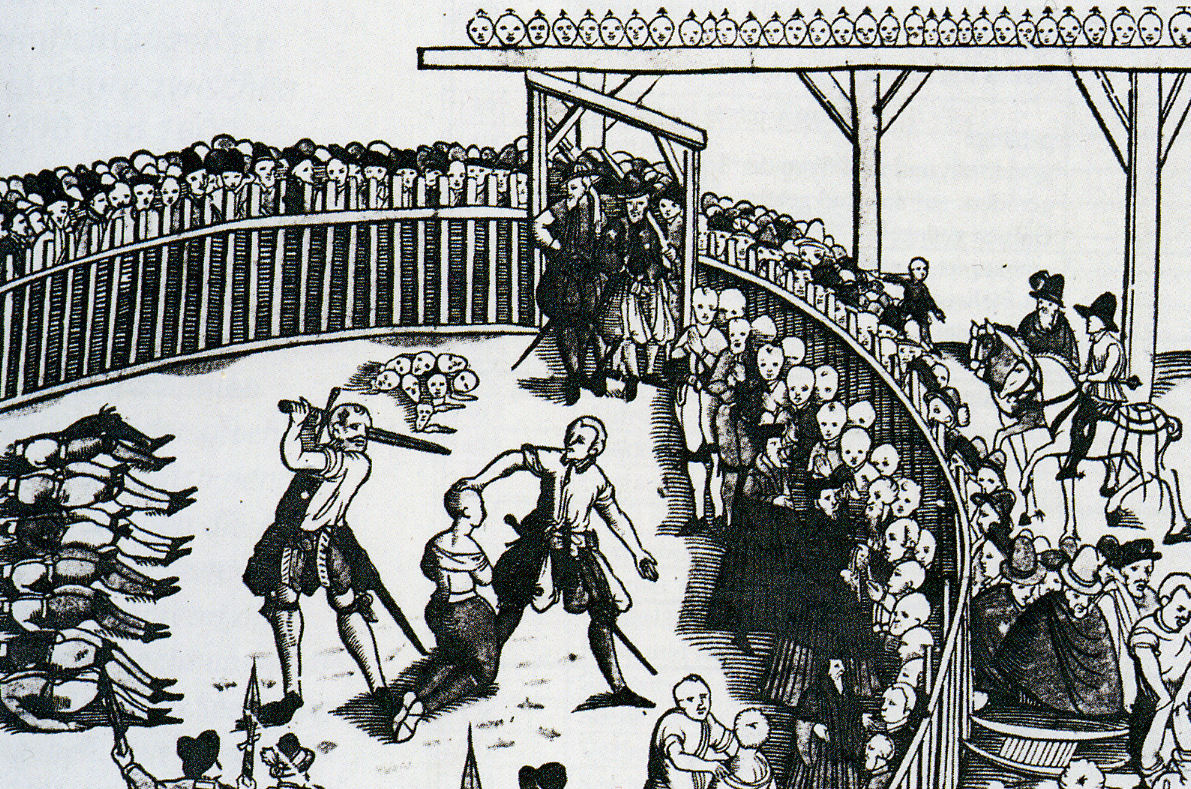
Hinrichtung von Seeräubern in Hamburg (1573)

Der erste Scharfrichter wurde 1276 im Augsburger Stadtrecht erwähnt. Anfangs wurde im Scharfrichteramt personell häufig gewechselt. Außerdem erhielt selten eine Familie mehrere Male hintereinander eine Anstellung, was sich später drastisch änderte. Eine Tendenz zur Herkunft aus den unteren Schichten kann man bei den ersten Scharfrichtern nicht abstreiten. Als Gründe für die zunächst recht häufigen Personalwechsel kann man sowohl eine Veranlagung der ersten Scharfrichter zu kriminellen Handlungen, als auch eine mögliche „soziale Mobilität“ sehen, wobei nicht geklärt werden kann, ob es sich dabei nur um Orts- oder auch Berufswechsel (und damit eventuell verbundenem sozialen Aufstieg) gehandelt hat.
Eheschließungen fanden vorrangig innerhalb der Scharfrichter- und auch Abdeckerfamilien statt. Das war mit vielen Vorteilen verbunden, wie zum Beispiel soziale und finanzielle Absicherung im Alter und der Nachkommen, und es bildeten sich regelrechte „Scharfrichterdynastien“ heraus, die durchaus auch finanziell mit rechtlich höher gestellten Menschen zu der damaligen Zeit konkurrieren konnten. Ihren Lohn erhielten die Scharfrichter nach getaner Arbeit immer von den Familien des Bestraften oder Hingerichteten; das war rechtlich festgelegt. Um 1700 kostete eine Enthauptung in Aachen 15 Taler. Eine anschließende Verbrennung auf dem Scheiterhaufen kostete 25 Taler.
Doch Scharfrichter waren nicht immer männlichen Geschlechts. So gibt es etwa stichhaltige Anhaltspunkte dafür, dass auch Frauen vom späten Mittelalter an bis ins 19. Jahrhundert vereinzelt als Scharfrichterinnen oder Henkerinnen agierten. Während der Französischen Revolution und danach, etwa bei der öffentlichen Hinrichtung von Frauenmördern in Frankreich, haben sie mitunter mit der Guillotine exekutiert. In Deutschland soll Mitte des 17. Jahrhunderts die Frau eines Henkers ihren Mann kurzfristig vertreten und zwei Diebe am Galgen hingerichtet haben. Im 18. Jahrhundert übernahm in Bad Waldsee die Witwe des früheren Scharfrichters, Maria Anthonia Vollmer, dessen Amt, nachdem dieser selbst hingerichtet worden war.
Obwohl Teil des Justizsystems, waren Scharfrichter selbst in der Zeit des Nationalsozialismus (mit seiner hohen Zahl an Hinrichtungen) keine Beamten. Im Deutschen Reich gab es 1944 zehn „Hauptscharfrichter“, die in neun „Vollstreckungsbezirken“ agierten und vom Reichsjustizministerium als freie Unternehmer bestellt wurden.

## Aufgaben

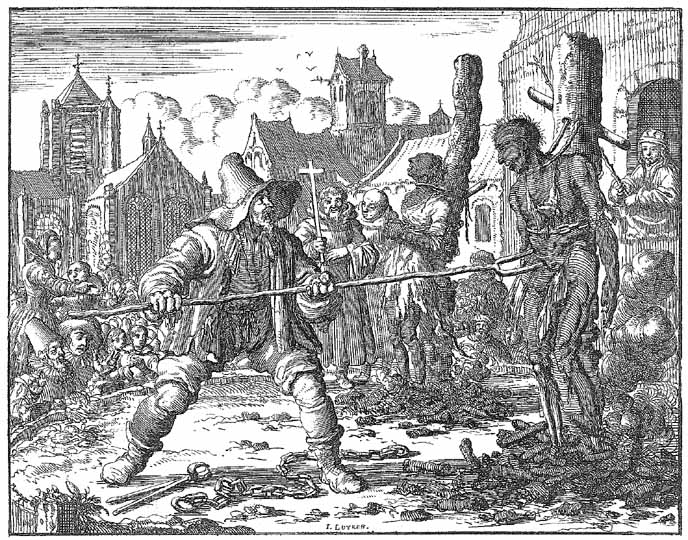
Hinrichtung durch Scharfrichter

Zu den direkten Aufgaben des Scharfrichters gehörte die eigentliche Hinrichtung und die Folter zur Geständniserzwingung als Teil des Gerichtsverfahrens. Auch für die Durchführung von Körper- und Ehrenstrafen war er zuständig. Daneben musste er auch oft weitere unangenehme und geächtete Aufgaben übernehmen – z. B. die Kloakenreinigung, das Abschneiden und das Bestatten von Selbstmördern oder die Aufsicht über die Prostituierten. Oft wurde das Amt des Henkers aus praktischen Gründen mit dem des Abdeckers (andere Bezeichnungen sind Schinder, Racker oder Wasenmeister) zusammengelegt: Die Tierkörperverwertung sorgte für das finanzielle Auskommen des Scharfrichters und die Abdecker-Gehilfen konnten bei einer Hinrichtung assistieren (Henkersknechte).
Scharfrichter überließen das Foltern, das Henken und (seit der Französischen Revolution) die Tötung durch die Guillotine oft auch ihren Gehilfen und übernahmen nur die Aufsicht. Die Enthauptung mit dem Schwert oder dem Henkersbeil (Handbeil) wurde jedoch vom Scharfrichter selbst durchgeführt, da hierfür Geschick notwendig war: Der Kopf sollte nach Möglichkeit mit nur einem Schlag vom Rumpf getrennt werden.

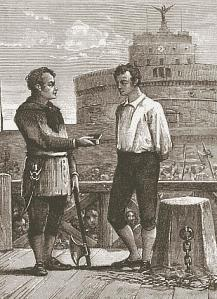
Der italienische Henker „Mastro Titta“ bietet einem Verurteilten eine Prise Schnupftabak an (19. Jahrhundert)

Durch ihre Tätigkeit konnten sich Scharfrichter solides Wissen auf dem Gebiet der Anatomie aneignen. So mancher kannte sich mit dem menschlichen Knochenbau und der Anordnung der inneren Organe besser aus als der ortsansässige Bader. Es gibt Beispiele, in denen sich Scharfrichter etwas als Rossärzte und Chirurgen hinzuverdienten. Da Scharfrichter die Produkte ihrer Abdeckereien selbst verwerten durften, verfügten sie unter anderem über Hundefett, welches zur Salbung entzündeter Gelenke bei Pferd und Mensch zum Einsatz kam. Die Herstellung und der Verkauf von heilmagischen Substanzen, die aus den Körpern von Hingerichteten gewonnen wurden, sicherte Scharfrichtern ein zusätzliches Einkommen. Dies waren beispielsweise die Herstellung von „Armsünderfett“ (Menschenfett) oder von Totenhänden.
Dies brachte ihnen jedoch häufig Ärger und Streit mit den studierten Ärzten ein, die das Monopol der Medizin für sich beanspruchten und oftmals versuchten, die Bürger von der Laienhaftigkeit des Scharfrichters zu überzeugen. Jedoch konnten sich die medizinischen Eliten nicht gegen jede Art der Heilpraxis von Scharfrichtern durchsetzen. So wurde ihnen offiziell die Heilung von „äußeren Wunden“ gestattet. Jedoch erreichten die Ärzte in einigen Reichsstädten, dass den Scharfrichtern die Ausübung der inneren Medizin versagt blieb. Trotz dieses Verbotes und angesichts der Tatsache, dass die Bürger bezüglich der Heilung ihrer Beschwerden mit dem Scharfrichter bessere Erfahrung als mit den örtlichen Ärzten gemacht hatten, ließen sich Scharfrichter nicht davon abhalten, auch die innere Medizin zu praktizieren.

## Ausbildung

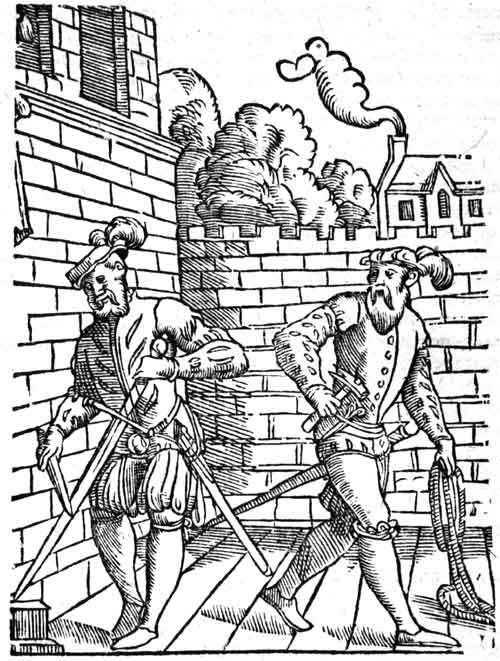
Scharfrichter bei der Vorbereitung (1562)

Die Ausbildung der Scharfrichter erfolgte in der Regel anfänglich durch den Vater oder Stiefvater und konnte bei einem anderen Meister fortgesetzt werden. Zu den Fähigkeiten gehörte das Entlocken eines Geständnisses des Angeklagten durch regelkonform angewandte Folter. Der Scharfrichter musste ebenso über medizinische Kenntnisse verfügen, um beurteilen zu können, welche Torturen der Delinquent aushält, ohne zu sterben. Ebenso mussten Hinrichtungen gemäß den Anweisungen des Gerichts und fehlerfrei vollstreckt werden. Eine misslungene Hinrichtung erregte in einigen Fällen den „Volkszorn“, und es konnte sogar soweit kommen, dass sie von der aufgebrachten Zuschauermenge gelyncht wurden.
Die medizinischen Kenntnisse nutzten die Scharfrichter noch für andere Tätigkeiten: So praktizierten sie oft erfolgreich als Heiler und sicherten so ihre Existenz zusätzlich ab. Auch ist belegt, dass die Scharfrichter, wie „normale“ Handwerker auch, während ihrer Ausbildung auf Wanderschaft gingen. Als Abschluss der Ausbildung musste jeder Scharfrichter eine „Meisterprobe“ durchführen. Das geschah nicht ohne amtliche Genehmigung. Dabei musste einem Verurteilten unter der Aufsicht des ausbildenden Meisters der Kopf nach allen Regeln der Kunst abgeschlagen werden. War dies erfolgreich, so erhielt der auszubildende Scharfrichter einen Meisterbrief, mit dem er sich für freie Scharfrichterämter bewerben konnte. Ohne einen solchen Brief hatte er keine Chancen auf eine Anstellung.

## Gesellschaftliche Stellung

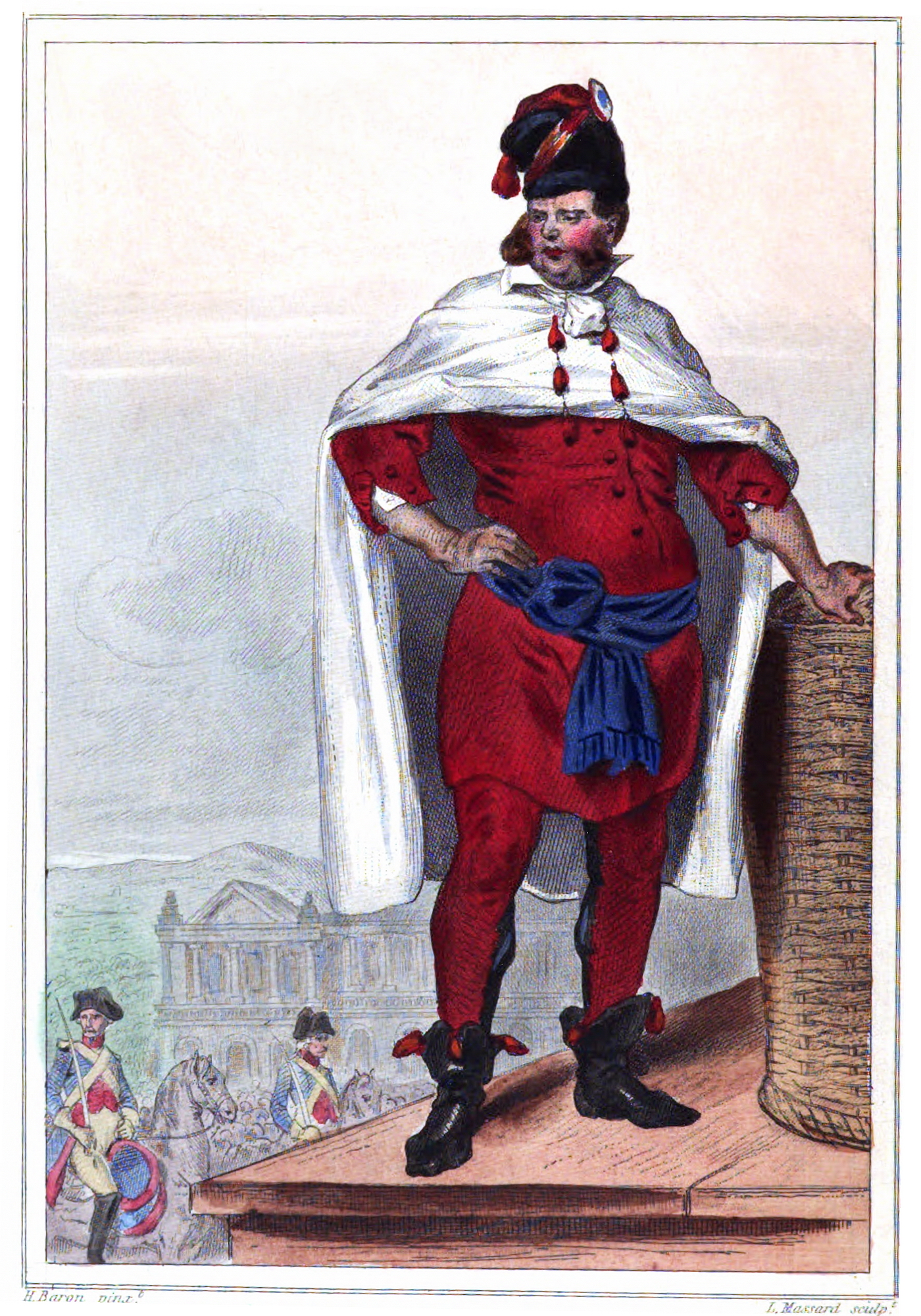
Tracht des Henkers von Paris im 18. Jahrhundert

Den Söhnen von Scharfrichtern stand praktisch kein anderer Berufsweg offen. Ihre Töchter konnten nur in diesen Kreisen heiraten und halb verrufenen Tätigkeiten (Wahrsagen, Liebes- und Schadenzauber, magischen oder Naturheilverfahren) nachgehen. So bildeten sich Scharfrichterdynastien, die aufgrund des geschlossenen Heiratskreises vielfältige verwandtschaftliche Verflechtungen aufweisen. Eine der bekanntesten unter ihnen war die der Sansons, die über sechs Generationen (1688–1847) die Scharfrichter von Paris und einigen anderen französischen Städten (Tours, Auxerre, Melun, Versailles, Reims) stellten.
Soziologisch gesehen wurden sie zu einer Kaste, jedoch nicht in einer Kasten-, sondern in einer Ständegesellschaft. Es war bereits sehr schwer für sie, bei der christlichen Taufe Paten zu gewinnen. Dieser „unehrliche“ Beruf hatte allerdings auch weitere Tabus zu befolgen – so war Scharfrichtern beispielsweise ein gesonderter Platz in der Kirche oder auch im Wirtshaus vorgeschrieben. Ebenso war ihnen die Jagd untersagt, ausgenommen die auf Wölfe.
Als im 17. und 18. Jahrhundert im Zuge der Humanisierung des Strafvollzugs immer weniger Scharfrichter benötigt wurden, wichen viele Angehörige der ehemaligen Scharfrichterdynastien auf verwandte Berufszweige wie Bader, Wundarzt, Tierarzt oder Zahnreißer aus. Dies erklärt den ursprünglich großen sozialen Abstand der (hoch geachteten) Ärzte zu den (eher anrüchigen) Chirurgen.
In seinen Memoiren berichtete Heinrich Heine von seiner ersten großen Liebe zum „roten Sefchen“, einer Scharfrichtertochter.
Einer der letzten Scharfrichter Deutschlands war Johann Reichhart (1893–1972). Während der Weimarer Republik und der Zeit des Nationalsozialismus vollzog er etwas mehr als 3000 Hinrichtungen mit der Guillotine, darunter auch die von Hans und Sophie Scholl, Mitgliedern der Widerstandsgruppe Weiße Rose. Nach 1945 henkte er 156 verurteilte Repräsentanten des Nationalsozialismus im Auftrag der US-amerikanischen Militärregierung am Galgen.

Josef Lang nach der Hinrichtung von Cesare Battisti am Würgegalgen

Der letzte k.k. Scharfrichter in Wien war Josef Lang (1855–1925) betrieb neben seiner Tätigkeit als Assistent und Cousin des Wiener Scharfrichters Karl Selinger (1862–1899) ein Kaffeehaus in Wien-Simmering. Er war als solcher sehr bekannt und beliebt – allerdings wusste zu Beginn niemand über seine Nebentätigkeit Bescheid. Nach seiner Ernennung zum Scharfrichter von Wien im Jahr 1900 musste er als Staatsbeamter den Kaffeehausbetrieb aufgeben, genoss aber hohes gesellschaftliches Ansehen, wurde bei Hinrichtungen in kleinen Provinzstädten der Monarchie mitunter wie ein Staatsgast empfangen und zu Abendgesellschaften eingeladen. Sein Neffe Johann Lang wurde ebenfalls zum Scharfrichter ernannt. Dieser und weitere Familienmitglieder Langs wurden von den Nationalsozialisten in Sippenhaft genommen, in Konzentrationslager deportiert und dort ermordet.
Zur Regel wurde der Wiener Sonderfall in der Zeit des Nationalsozialismus, als die meisten Scharfrichterstellen von Personen besetzt wurden, die vorher als Gehilfen anderer Scharfrichter tätig waren und nicht einer Scharfrichterfamilie entstammten. In Deutschland traten spätestens seit 1937 die meisten Scharfrichter als anonyme Personen auf, über deren Tätigkeit in der Öffentlichkeit nahezu nichts bekannt war. Nach außen hin waren sie Justizangestellte, ihre Gehilfen Justizhelfer.
Geheim und anonym waren auch die im Zweitberuf als Scharfrichter tätig gewordenen Personen in der Deutschen Demokratischen Republik (DDR). Hermann Lorenz hat zwischen 1969 und 1981 die letzten 20 Hinrichtungen auf deutschem Boden vollzogen.
Frankreich: Louis Deibler (1823–1904) war Henker; sein Sohn Anatole Deibler (* 1863) wurde 1890 sein Henker-Helfer und 1899 sein Nachfolger. Armand Fallières erließ nach seinem Amtsantritt als Staatspräsident am 18. Februar 1906 einen Hinrichtungsstopp. 1909 wurden sie wiederaufgenommen. Wenige Tage vor seinem Tod am 2. Februar 1939 henkte er zum letzten Mal.
Sein Neffe André Obrecht war lange Zeit Henker-Gehilfe seines Onkels und von 1951 bis 1976 oberster Scharfrichter der Französischen Republik. Obrecht half auch bei der Hinrichtung von über 30 politischen Verurteilten während der deutschen Besatzung. Obrechts Neffe Marcel Chevalier wurde – bis zur Abschaffung der Todesstrafe in Frankreich im Oktober 1981 – sein Nachfolger. Die letzte durch ihn durchgeführte Hinrichtung war die Enthauptung des verurteilten Mörders Hamida Djandoubi am 10. September 1977. Dies war zudem die letzte Hinrichtung in Westeuropa.

## Gegenwart
In Ländern, in denen im 21. Jahrhundert die Todesstrafe noch durchgeführt wird, wie z. B. in den USA, haben sich die Berufsanforderungen des Scharfrichters durch die Hinrichtungswerkzeuge geändert (Elektrischer Stuhl, Gaskammer, „Giftspritze“). Nach wie vor ist die Ausübung des Berufes dem Prestige abträglich.
Dass auch Frauen regelmäßig als Scharfrichterinnen tätig werden, welche offiziell Todesurteile vollstrecken, kommt seit etwa Mitte des 20. Jahrhunderts vor. So etwa in den Vereinigten Staaten von Amerika oder in einigen asiatischen Ländern, wo sie Hinrichtungen insbesondere an Frauen oder jüngeren männlichen Todeskandidaten vollziehen.
Hauptberufliche Scharfrichter im eigentlichen Sinne, die Leibesstrafen (Abschlagen der Hand) und Lebensstrafen (Enthaupten) mit dem Schwert bzw. dem Beil vollstrecken, existieren heute in einigen islamischen Ländern, in denen nach der Rechtsgebung der Scharia abgeurteilt wird, so vor allem in Saudi-Arabien und dem Sudan. In diesen Ländern kann (nicht immer) die Rolle des Scharfrichters auch auf deren Wunsch von Angehörigen eines Opfers des Verurteilten, also von Laien, übernommen werden, mit oft extremen Konsequenzen für den Verurteilten in Gestalt einer verlängerten Todesqual. Der Scharfrichter nimmt in diesen Ländern nicht selten auch gemäß der Scharia die zum Teil öffentliche, hochtraumatische Amputation von Gliedmaßen mit Beil, Säbel oder (Krumm-)Schwert vor, z. B. bei Dieben oder Drogenhändlern.

## Dokumentationen

### Radiobeiträge und Podcast
- Henker und Scharfrichter, Podcastbeitrag des Radiosender SWR2 aus der Reihe Wissen: vom 24. April 2012 auf Podcast.de
- Johann Reichhart, dt. Scharfrichter (Todestag 26.04.1972), Podcast Beitrag in der Reihe Zeitzeichen des WDR zum Jahrestag des Todes des letzten deutschen Scharfrichters Johann Reichhart, gesendet am 26. April 2022 (aufrufbar bis 26. April 2099)

### Fernsehbeiträge
- Arbeitsplatz Scharfrichter - Die Henker von Mölln - „Ich schone niemand“, NDR 2018, Alternative Medien Online – Freier Journalismus im Internet
- Henker erzählen – Todestrakte in den USA, Beitrag von Einsfestival auf YouTube
- Johannes Reichhart: Der letzte Henker Bayerns, Bayerischer Rundfunk vom 14. März 2014, YouTube